# Libanon na Letních olympijských hrách 2008
Libanon se účastnil Letních olympijských her 2008 a jednalo se o 15. start této země na letních olympijských hrách. Zastupovalo ho 6 sportovců ve 4 sportech (4 muži a 2 ženy). Vlajkonošem výpravy byl reprezentant ve střelbě Zaid Richa. Nejmladším z týmu byl Nibal Yamoul, kterému v době konání her bylo 15 let. Nejstarším z týmu byl Zaid Richa, kterému bylo v době konání her téměř 41 let. Nikomu z výpravy se během her nepodařilo získat medaili.

## Disciplíny

### Atletika
| Sportovec           | Disciplína   | Rozběh | Rozběh | Čtvrtfinále  | Čtvrtfinále  | Semifinále   | Semifinále   | Finále       | Finále       |
| Sportovec           | Disciplína   | Čas    | Pořadí | Čas          | Pořadí       | Čas          | Pořadí       | Čas          | Pořadí       |
| ------------------- | ------------ | ------ | ------ | ------------ | ------------ | ------------ | ------------ | ------------ | ------------ |
| Mohamad Siraj Tamim | 200 m – muži | 21.80  | 7.     | nepostoupil  | nepostoupil  | nepostoupil  | nepostoupil  | nepostoupil  | nepostoupil  |
| Sportovkyně         | Disciplína   | Rozběh | Rozběh | Čtvrtfinále  | Čtvrtfinále  | Semifinále   | Semifinále   | Finále       | Finále       |
| Sportovkyně         | Disciplína   | Čas    | Pořadí | Čas          | Pořadí       | Čas          | Pořadí       | Čas          | Pořadí       |
| Gretta Taslakian    | 200 m – ženy | 25.32  | 8.     | nepostoupila | nepostoupila | nepostoupila | nepostoupila | nepostoupila | nepostoupila |

### Judo
| Sportovec     | Disciplína      | Předkolo | 1/32                           | 1/16        | Čtvrtfinále | Semifinále  | Opravy 1                       | Opravy 2                         | Opravy 3    | Finále/Bronzová medaile | Finále/Bronzová medaile |
| Sportovec     | Disciplína      | Výsledek | Výsledek                       | Výsledek    | Výsledek    | Výsledek    | Výsledek                       | Výsledek                         | Výsledek    | Výsledek                | Výsledek                |
| ------------- | --------------- | -------- | ------------------------------ | ----------- | ----------- | ----------- | ------------------------------ | -------------------------------- | ----------- | ----------------------- | ----------------------- |
| Rudy Hachache | Muži nad 100 kg | Bye      | Oscar Braison PROHRA 0000–1101 | nepostoupil | nepostoupil | nepostoupil | Carlos Zegarra VÝHRA 0200–0100 | João Schlittler PROHRA 0000–1031 | nepostoupil | nepostoupil             | nepostoupil             |

### Plavání
| Sportovec       | Disciplína        | Rozplavba | Rozplavba | Semifinále   | Semifinále   | Finále       | Finále       |
| Sportovec       | Disciplína        | Čas       | Pořadí    | Čas          | Pořadí       | Čas          | Pořadí       |
| --------------- | ----------------- | --------- | --------- | ------------ | ------------ | ------------ | ------------ |
| Wael Koubrousli | 100 m prsa – muži | 1:06.22   | 57.       | nepostoupil  | nepostoupil  | nepostoupil  | nepostoupil  |
| Sportovkyně     | Disciplína        | Rozplavba | Rozplavba | Semifinále   | Semifinále   | Finále       | Finále       |
| Sportovkyně     | Disciplína        | Čas       | Pořadí    | Čas          | Pořadí       | Čas          | Pořadí       |
| Nibal Yamout    | 100 m prsa – ženy | 1:16.17   | 45.       | nepostoupila | nepostoupila | nepostoupila | nepostoupila |

### Střelba
| Sportovec  | Disciplína | Kvalifikace | Kvalifikace | Finále      | Finále      |
| Sportovec  | Disciplína | Body        | Pořadí      | Body        | Pořadí      |
| ---------- | ---------- | ----------- | ----------- | ----------- | ----------- |
| Ziad Richa | Skeet      | 111         | 29.         | nepostoupil | nepostoupil |